# Сан-Джорджо (гора)
Сан-Джо́рджо итал. Monte San Giorgio — гора в кантоне Тичино, Швейцария. Находится между двумя южными рукавами озера Лугано, имеет пирамидальную форму, покрыта густым лесом. Высота горы достигает 1097 метров.

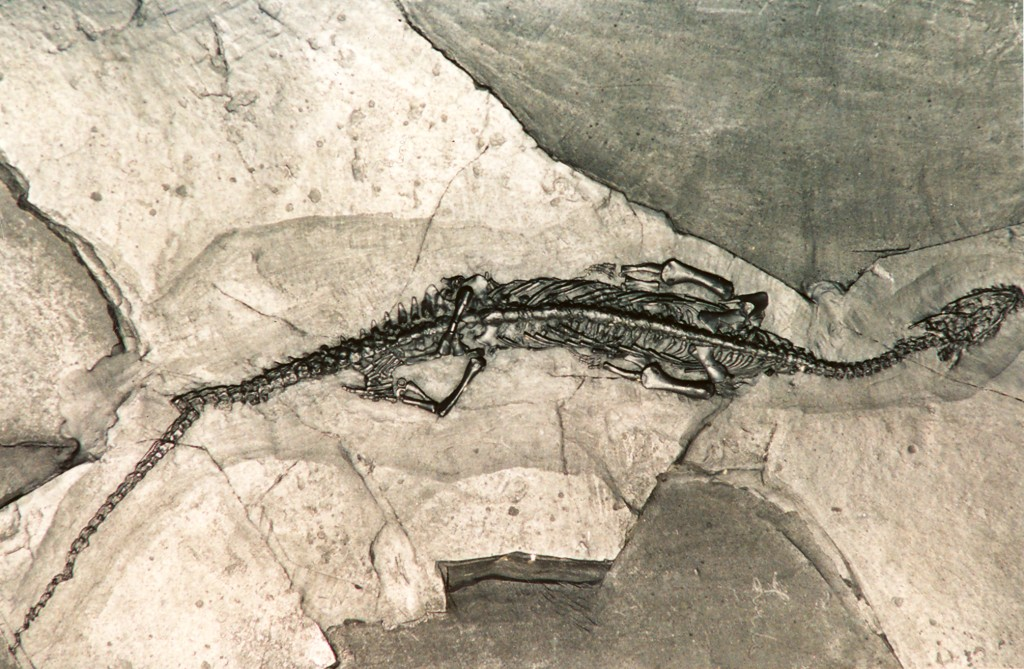
Окаменелости пахиплеврозавра, найденные в Сан-Джорджо

Гора известна, прежде всего, как место нахождения хорошо сохранившихся окаменелых останков морских организмов эпохи триаса. Около 240 миллионов лет назад здесь преобладал тропический климат, и вместо возвышенностей было море глубиной около 100 метров. В водах того периода плавали доисторические рептилии, рыбы, моллюски, аммониты, ракообразные. Эти ископаемые стали объектом активного изучения, уже на протяжении века здесь не прекращаются археологические работы. В основном, раскопки ведут исследователи из университетов Цюриха и Милана. Основная часть находок хранится в Палеонтологическом музее Цюриха.
Данная историческая и научная ценность ландшафта послужила основанием для внесения его в список объектов Всемирного наследия ЮНЕСКО в 2003 году. Сан-Джорджо служит выдающимся образцом, отражающим основные этапы геологической истории Земли.
Кроме того, Сан-Джорджо представляет интерес и как место добычи мрамора, а также битумных смол.

## Панорама

Панорамный вид на окрестности горы Сан-Джорджо